# John Alvbåge
John Alvbåge /jɔn 'ɑlvboːgɛ/ (* 10. srpna 1982 Göteborg) je švédský fotbalový brankář působící ve švédském klubu IFK Göteborg. Reprezentační debut měl v lednu 2006 v zápase proti Jordánsku. Alvbåge byl pouze druhým brankářem ve švédské reprezentaci.
Hraje velmi dobře nohama a má výborné reflexy.